# Le Cloître-Saint-Thégonnec
Le Cloître-Saint-Thégonnec är en kommun i departementet Finistère i regionen Bretagne i västra Frankrike. Kommunen ligger i kantonen Saint-Thégonnec som tillhör arrondissementet Morlaix. År 2022 hade Le Cloître-Saint-Thégonnec 644 invånare.

## Befolkningsutveckling
Antalet invånare i kommunen Le Cloître-Saint-Thégonnec
Referens:INSEE